# Rezső Seress
Rezső Seress (ˈrɛʒøː ˈʃɛrɛʃ), né  Rudolf Spitzer ou Rudi Spitzer à Budapest le 3 novembre 1889 et mort dans cette ville le 12 janvier 1968, est un pianiste et compositeur hongrois.

## Biographie
Rezső Seress est issu d'une communauté juive hongroise. Il est né dans le 8e arrondissement de Budapest, le quartier du Józsefváros. 
Il est élevé par sa mère, Blanca Spitzer. Dans sa jeunesse, il souhaite devenir acrobate dans un cirque mais à la suite d'une chute, il y renonce. Il embrasse ensuite une carrière d'acteur, suivant des cours dans la classe de l'actrice Szidi Rákosi (en) (1852-1935). À compter de 1919, en autodidacte, il se met à composer des mélodies destinées à des spectacles de music-hall donnés dans la capitale hongroise, et acquiert une forme de renommée dans ce milieu. En 1925, l'une de ses compositions destinée à la comédie musicale Még egy éjszaka… (« Encore une nuit... » ) connaît un succès national. Durant cette période, il gagne surtout sa vie en jouant du piano dans des cabarets. Surnommé « le petit Seress » en raison de sa petite taille, il finit par être remarqué par József Nádor, qui lui trouve une place chez Kulacs, un prestigieux restaurant de Budapest, lui offrant ainsi un salaire régulier. 
Entre 1925 et 1933, il compose plus d'une soixantaine de mélodies. Durant un séjour à Paris en 1932, il compose Szomorú Vasárnap, d'après le poème de son ami László Jávor (1903-1992), une mélodie mélancolique, publiée l'année suivante à Budapest. Adaptée en 1936 aux Etats-Unis sous le titre Gloomy Sunday, elle devient un standard de jazz. Une légende urbaine l'a rendu responsable d'une vague de suicides,.
En 1934, il épouse Helénke Jászonyiné.
Avec l'invasion de la Hongrie par les forces du Troisième Reich en avril 1944, Rezső Seress fait partie des milliers de juifs hongrois menacés par la déportation. Il est conduit dans un camp de travail en Ukraine et doit sa survie au fait qu'un officier allemand l'aurait reconnu comme le compositeur de Szomorú Vasárnap.
Il connaît ensuite une nouvelle traversée du désert : affaibli par son internement, il peut difficilement jouer dans la Hongrie communiste. Aux États-Unis, ses droits d'auteurs conséquents sont bloqués, il lui est interdit de les rapatrier.
En janvier 1968, âgé de 78 ans, très malade, il tente de se suicider en se jetant par la fenêtre de son appartement. Survivant à cette première tentative, transporté à l’hôpital MÁV-kórház, il parvient cette fois à se donner la mort en s’étranglant à l’aide d’un bandage.
En 2019, à Budapest, a été réalisée une sculpture en bronze par Mihály Kolodko, qui représente l'artiste au piano ; elle a été apposée sur la façade de l'ancien cabaret Kispipa, devenu depuis un bar à bière.

### Notices d'autorité
- Ressources relatives à la musique :   - AllMusic
  - Discography of American Historical Recordings
  - Discogs
  - MusicBrainz
  - Rate Your Music
  - Todo Tango
- Ressource relative à l'audiovisuel :   - IMDb
- Notice dans un dictionnaire ou une encyclopédie généraliste :   - Deutsche Biographie
- Notices d'autorité :   - VIAF
  - ISNI
  - LCCN
  - GND
  - Italie
  - CiNii
  - Espagne
  - Pologne
  - Israël
  - NUKAT
  - Croatie
  - Tchéquie
  - Lettonie
  - WorldCat